# مقام الخضر (غزة)
مقام الخضر يقع هذا المقام في وسط مدينة دير البلح في قطاع غزة وأسفل هذا المقام يوجد دير القديس هيلاريون أو «هيلاريوس» 278 - 372م الذي يعود إلى القرن الثالث الميلادي وهو أقدم دير لا يزال قائماً في فلسطين.
ويقع على بعد حوالي 200م في الشمال الشرقي لمركز مدينة دير البلح، وفيه مصلَّى صغير ومحراب وساحة وثلاث قباب، يتصل بـ10 درجات بقبو أسفله وفيه مزار. وتدل الدراسات على صحة فرضيتها بأن خطة مبنى مقام الخضر تظهر عناقيد مصلبة تذكر بفن العمارة الصليبي، كما توجد في المكان نفسه بعض النقوش اليونانية والتيجان الكورنثية والأعمدة الرخامية، الأمر الذي يؤكد بناء مقام الخضر فوق الدير الصليبي، فيما تقول الروايات الأخرى أن اسم المقام منسوب إلى القديس «جورجس»، وتعني هذه الكلمة «الخضر» باللغة العربية.
كما تحتوي مدينة دير البلح على قلعة مشهورة أنشأها ملك مملكة بيت المقدس الصليبي عموري في الفترة التاريخية الممتدة ما بين (1162-1173م).
تم ترميم المقام عام 2016 من قبل مركز عمارة التراث-إيوان في الجامعة الإسلاميّة ومركز رواق ليكون مكتبة أطفال. قصفت قوات الاحتلال المقام عام 2024.